# Dietrich Thränhardt

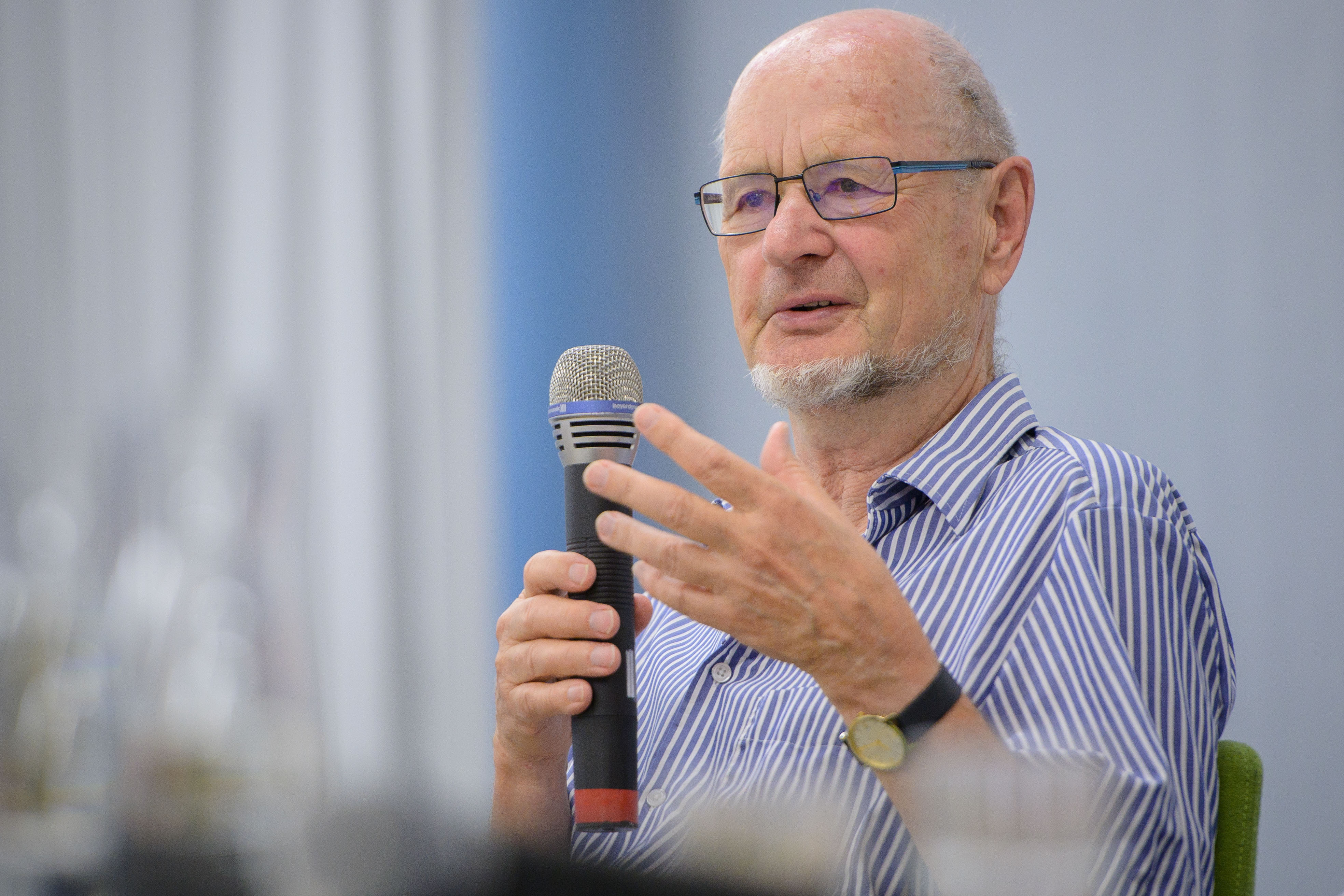
Dietrich Thränhardt, 2019

Dietrich Thränhardt (* 31. Mai 1941 in Breslau) ist ein deutscher Politikwissenschaftler.

## Leben
Er studierte von 1961 bis 1966 Geschichte, Germanistik, Philosophie und Sozialwissenschaften in München, Tübingen, Zürich und Erlangen. Nach dem Philosophikum 1965 und dem  bayerischen Staatsexamen 1966 für Gymnasiallehrer für Geschichte, Literatur und Sozialkunde in Erlangen absolvierte er von 1966 die 1969 die Promotion bei Waldemar Besson an der Universität Konstanz. Von 1969 bis 1975 war er wissenschaftlicher Assistent an der PH Westfalen-Lippe in Münster. Nach der Habilitation 1975 in Politikwissenschaft lehrte er von 1980 bis 2008 als Professor für Politikwissenschaft an der Universität Münster.

## Schriften (Auswahl)
- Wahlen und politische Strukturen in Bayern 1848–1953. Historisch-soziologische Untersuchungen zum Entstehen und zur Neuerrichtung eines Parteiensystems. Düsseldorf 1973, OCLC 799614062.
- Turkish workers in Germany. An undeclared immigration. Münster 1984, OCLC 74801006.
- Vom betreuten Ausländer zum gleichberechtigten Bürger. Perspektiven der Beratung und Sozialarbeit, der Selbsthilfe und Artikulation und der Organisation und Integration der eingewanderten Ausländer aus den Anwerbestaaten in der Bundesrepublik Deutschland. Freiburg im Breisgau 1990, ISBN 3-7841-0459-2.
- Geschichte der Bundesrepublik Deutschland. Frankfurt am Main 2009, ISBN 978-3-518-11267-0.
- Integration. Begriffe – Prozesse – Institutionen. Kohlhammer, Stuttgart 2018, ISBN 978-3-17-023099-6.